# Gustavo Quinteros
Gustavo Domingo Quinteros Desábato (Cafferata, Santa Fe, 15 de febrero de 1965) es un exfutbolista profesional y director técnico argentino. Actualmente está sin club.
Se desempeñaba como defensa y jugó para varios clubes como San Lorenzo, Argentinos Juniors, Universitario de Sucre, The Strongest, San José, Talleres de Escalada, Central Córdoba y Jorge Wilstermann. 
Internacionalmente representó a la selección boliviana, con la cual disputó el Mundial de 1994 en Estados Unidos.

## Trayectoria

### Como jugador
Se formó en las inferiores del club Newell's Old Boys, club donde llegó a los 13 años, durando un año, para luego volver a los 17 años, jugando como volante. Debutó en Central Córdoba y luego pasó a Talleres de Remedios de Escalada de Argentina, donde formó parte del plantel que logró el campeonato de Primera B 1987-88.
Posteriormente emigró a Bolivia para jugar en clubes como Universitario, The Strongest, San José para luego regresar nuevamente a The Strongest. Fue en su primer paso en el Tigre que atrasó su posición en el campo, comenzando a jugar de defensa central debido a su buen juego aéreo.
Tras su paso por Bolivia, luego del Mundial 1994, regresó a su país natal siendo transferido a San Lorenzo por 170 000 dólares, donde formó parte del plantel campeón del Torneo Clausura 1995, para luego en 1997 pasar a Argentinos Juniors. Concluyó su carrera en el Wilstermann de Bolivia.

### Como entrenador

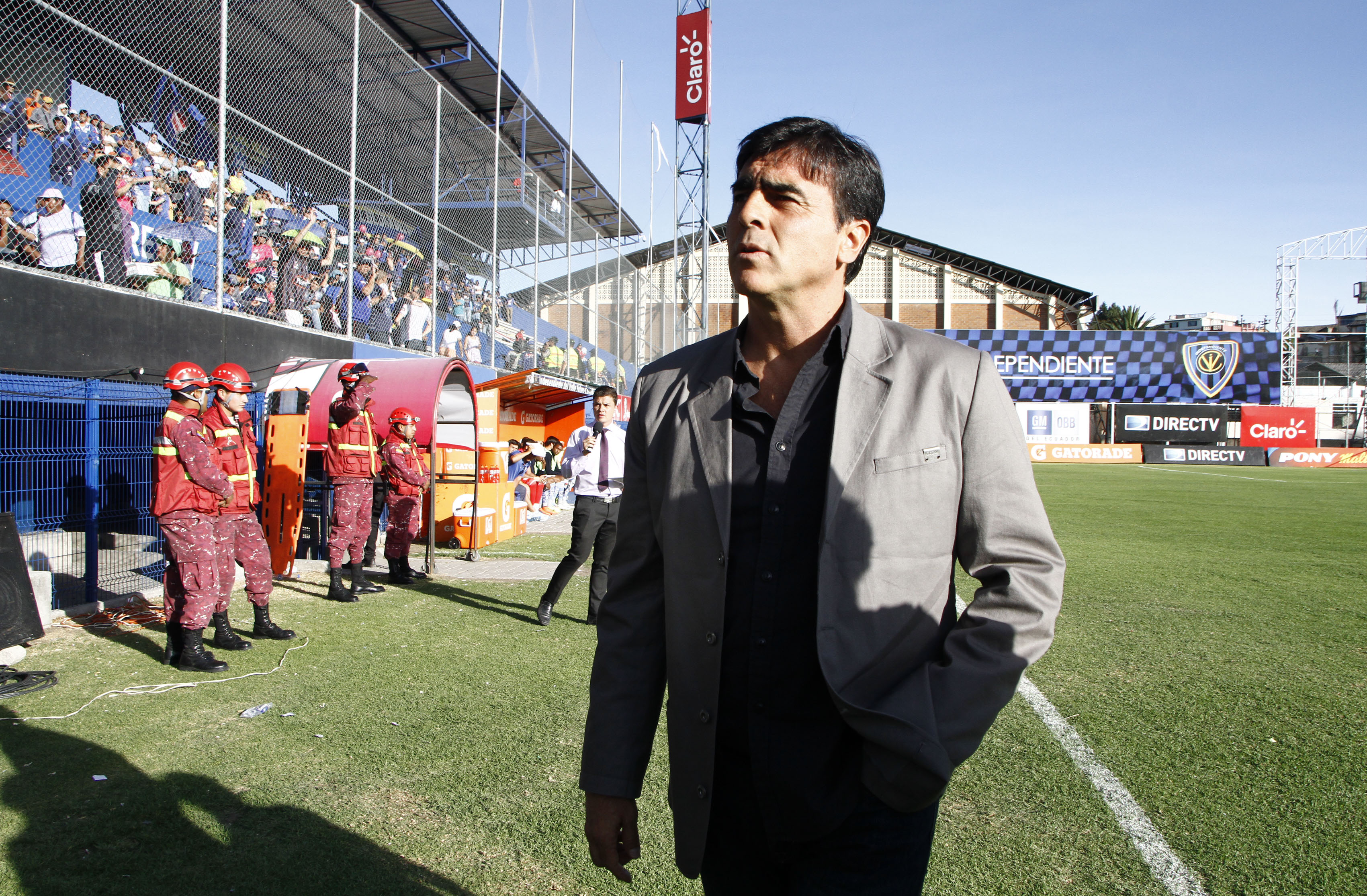
Gustavo Quinteros en 2014.

#### Inicios
Después de retirarse como jugador, se recibió de Director Técnico en la Escuela de Técnicos de Vicente López y se convirtió en el entrenador de juveniles de Argentinos Juniors en el año 99. En 2003 tuvo un breve paso de 6 meses como entrenador del primer equipo disputando el Torneo Apertura 2003. 
En 2005 regresó a Bolivia para ser el entrenador de Blooming equipo al cual llevó a un título nacional ese año. Debido a su éxito notorio, se le ofreció el trabajo para entrenar a San Martín de San Juan de la Argentina. En 2007 regresó a Blooming, la institución donde construyó su reputación como entrenador y se convirtió en un ídolo. Al año siguiente dirigió al equipo de nuevo a la final, siendo Subcampeón al perder en penales con Aurora. 
El 2009 se hizo cargo de Bolívar,donde ganó el torneo de pretemporada y el título del Apertura, también dirigió el Club Oriente Petrolero llevándolo a salir campeón. 

#### Selección de Bolivia
El 5 de noviembre del 2010 es nombrado nuevo entrenador de la Selección Boliviana puesto al que accedió por las buenas campañas que realizó en los equipos que dirigió.El 3 de julio de 2012 anunció su renuncia a la Selección Boliviana debido a desentendimientos con la Federación.

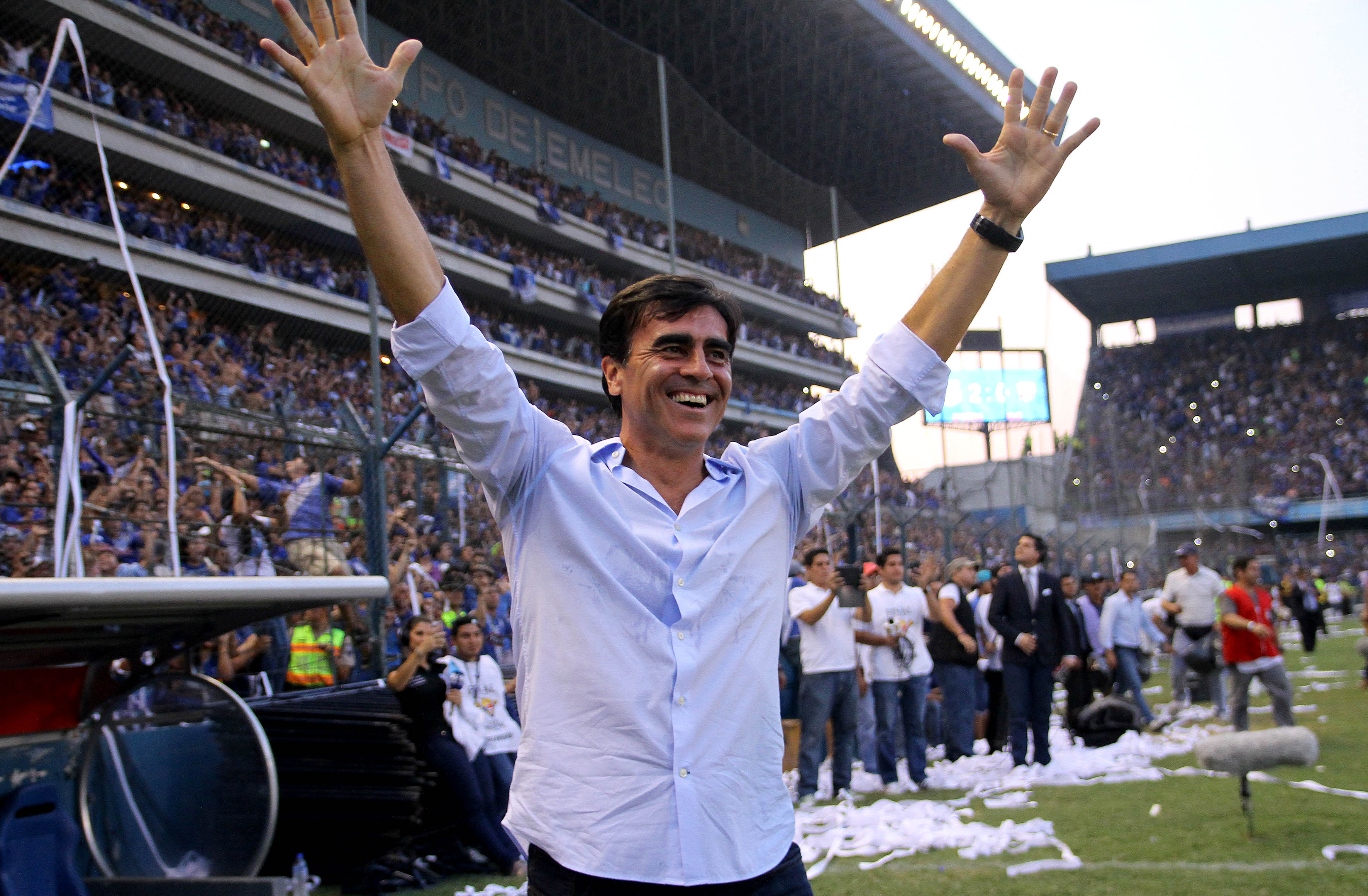
Quinteros celebrando el campeonato obtenido por el Emelec en 2014

#### Etapa en el exterior
A mediados de 2012, pasa a dirigir al Emelec de Ecuador donde es campeón el 2013 y el 2014.El 2013 lo hizo sin necesidad de final ya que ganó ambas etapas del campeonato y el 2014 ganó la primera etapa y se coronó campeón al vencer a Barcelona SC en la Final del Campeonato Ecuatoriano de Fútbol 2014.

#### Selección de Ecuador
El 30 de enero de 2015, Quinteros fue anunciado por la Federación Ecuatoriana de Fútbol como entrenador de la selección nacional, pero recién dejó al club ecuatoriano el 15 de marzo.Sin embargo, no logró clasificar al país sudamericano para la Copa Mundial de la FIFA 2018 después de una derrota por 2-1 ante Perú el 5 de septiembre de 2017 por lo que fue despedido siete días después.

#### Paso por Medio Oriente
El 3 de octubre de 2017, fue anunciado como entrenador del Al-Nassr en Arabia Saudita, pero fue despedido el 31 de enero siguiente.El 11 de mayo de 2018, cambió nuevamente de equipo y de país, tras ser nombrado entrenador del Al-Wasl, siendo relevado de sus funciones el 19 de octubre después de una serie de malos resultados.

#### Vuelta a Sudamérica
En diciembre de 2019, firmó por la Universidad Católica de Chile, tras la salida de Beñat San José. Quinteros tuvo un estreno triunfal en el Torneo de Verano 2019. En la final de dicha competencia, se impuso a Everton por 4:1. El 23 de marzo de 2019, el club se consagró campeón de la Supercopa 2019.
El 29 de noviembre de 2019, llevó a la institución a ganar el torneo de Primera División 2019. En una situación excepcional provocada a raíz de las protestas en Chile de 2019, el Consejo de Presidentes de la ANFP decidió concluir el torneo oficial a falta de seis fechas con Universidad Católica manteniendo una ventaja de 13 puntos sobre Colo-Colo en la tabla de posiciones.

#### Club Tijuana
Luego de ganar dos títulos con el equipo chileno, decidió dejar su cargo para asumir en el Club Tijuana.El 12 de junio de 2020 fue desvinculado del equipo después de la suspensión del torneo por la pandemia de coronavirus tras 20 partidos disputados.

#### Colo-Colo
El 6 de octubre de 2020 es oficializado como nuevo entrenador del Club Social y Deportivo Colo-Colo tras la salida de Gualberto Jara en medio de una crisis donde el club albo estaba peleando por evitar el descenso. Para asumir, y con motivo de las medidas restrictivas del COVID-19, Quinteros viaja desde Buenos Aires hasta Santiago. Al finalizar su campaña logró asegurar la permanencia en la categoría. Seis meses después, se corona campeón de la Copa Chile 2021. El 23 de enero logra la Supercopa de Chile 2022 ante Universidad Católica y además logra clasificar al club a la Copa Libertadores.El 23 de octubre de 2022 se consagra campeón en dicho club.Un año después, conquistó su segunda copa nacional luego de vencer a Magallanes.El 15 de diciembre de 2023, la dirigencia del equipo chileno comunicó que no renovarían el contrato del argentino luego de que venciera el 31 de diciembre.

#### Vélez Sarsfield
El 23 de diciembre de 2023, fue oficializado como entrenador de Vélez Sarsfield por una temporada.Luego de un inicio irregular en las primeras fechas del 2024, tuvo una seguidilla de partidos que le permitió clasificar en la última fecha a los play-offs de la Copa de la Liga, donde logró llegar a la final cayendo en la tanda de penaltis frente a Estudiantes de La Plata.Unos meses más tarde, alcanzó la final de la Copa Argentina, perdiendo en la instancia decisiva frente a Central Córdoba.El 17 de diciembre, levantó la Liga Profesional después de vencer a Huracán en la última jornada.Sin embargo, cerró la temporada con una nueva derrota ante Estudiantes por el Trofeo de Campeones.El 25 de diciembre, el club anunció su salida del club luego de no llegar a un acuerdo para la renovación de su contrato.

#### Grêmio
El 28 de diciembre de 2024, asumió al frente de Grêmio de cara a la temporada 2025. Sin embargo, en abril de 2025, fue relevado de sus funciones después de una serie de malos resultados.

## Selección nacional

### Como jugador
Tras nacionalizarse primeramente para no ocupar cupo de extranjero en la liga boliviana, debido a su gran nivel fue convocado a la selección boliviana, donde jugó 26 partidos internacionales y disputó la Copa Mundial de Fútbol de 1994. Fue internacional con la selección boliviana absoluta en 26 ocasiones, marcando un gol.

#### Participaciones enCopas del Mundo
| Mundial                   | Sede           | Resultado      | PJ | Goles |
| ------------------------- | -------------- | -------------- | -- | ----- |
| Mundial de Fútbol de 1994 | Estados Unidos | Fase de grupos | 2  | 0     |

#### Participaciones enCopas América
| Torneo                 | Sede                   | Resultado              | PJ | Goles |
| ---------------------- | ---------------------- | ---------------------- | -- | ----- |
| Copa América 1993      | Ecuador                | Fase de grupos         | 3  | 0     |
| Copa América 1995      | Uruguay                | Cuartos de final       | 1  | 0     |
| Copa América 1999      | Paraguay               | Fase de grupos         | 1  | 0     |
| Total en Copas América | Total en Copas América | Total en Copas América | 5  | 0     |

#### Participaciones enCopa Confederaciones
| Torneo                         | Sede   | Resultado      | PJ                           | Goles |
| ------------------------------ | ------ | -------------- | ---------------------------- | ----- |
| Copa FIFA Confederaciones 1999 | México | Fase de grupos | 0 (3 partidos como suplente) | 0     |

#### Participaciones enEliminatorias al Mundial
| Eliminatoria                          | Sede del Mundial       | Posición               | Resultado              | PJ | Goles |
| ------------------------------------- | ---------------------- | ---------------------- | ---------------------- | -- | ----- |
| Eliminatorias Mundial de USA 1994     | Estados Unidos         | 2°lugar 11pts Grupo B  | Clasificado            | 8  | 0     |
| Eliminatorias Mundial de Francia 1998 | Francia                | 8°lugar 17pts          | Eliminado              | 1  | 0     |
| Total en Eliminatorias                | Total en Eliminatorias | Total en Eliminatorias | Total en Eliminatorias | 9  | 0     |

### Como entrenador
El 5 de noviembre del 2010 fue nombrado como nuevo entrenador de la Selección Boliviana, puesto al que accedió por las buenas campañas, sobre todo en el Bolívar. Dirigió al conjunto altiplanico en la Copa América 2011, quedando eliminado en primera fase, como también en algunos partidos por las eliminatorias para Brasil 2014. El 3 de julio de 2012 anuncia su renuncia a la Selección Boliviana debido a desentendimientos con la Federación dejando a la selección boliviana en el penúltimo puesto de las clasificatorias.
En enero del 2015 contratado por la Selección de Ecuador. En su ciclo tuvo un buen inicio incluyendo una victoria de visitante sobre Argentina, pero sin concluir las eliminatorias por posteriores malos resultados, debido a la no clasificación al mundial de Rusia y su conducta con la selección de Ecuador fue considerado por la prensa como uno de los peores técnicos que porto el mando de la tricolor y como alguien no grato en el futbol ecuatoriano como del propio Emelec. Durante 2022, se supo que Quinteros le ganó una demanda millonaria a la Federación Ecuatoriana de Fútbol por despido injustificado, debiendo la FEF pagarle la suma de 391.750 dólares.

#### Participación enEliminatorias al Mundial
| Eliminatoria                         | Selección | Sede del Mundial | Posición      | Resultado | Partidos Dirigidos | Victorias | Empates | Derrotas |
| ------------------------------------ | --------- | ---------------- | ------------- | --------- | ------------------ | --------- | ------- | -------- |
| Eliminatorias Mundial de Brasil 2014 | Bolivia   | Brasil           | 8°lugar 12pts | Eliminado | 6                  | 1         | 1       | 4        |
| Eliminatorias Rusia 2018             | Ecuador   | Rusia            | 8°lugar 20pts | Eliminado | 16                 | 6         | 2       | 8        |

#### Participación enCopas Américas
| Torneo                  | Selección | Sede           | Resultado        | Partidos Dirigidos | Victorias | Empates | Derrotas |
| ----------------------- | --------- | -------------- | ---------------- | ------------------ | --------- | ------- | -------- |
| Copa América 2011       | Bolivia   | Argentina      | Fase de grupos   | 3                  | 0         | 1       | 2        |
| Copa América 2015       | Ecuador   | Chile          | Fase de grupos   | 3                  | 1         | 0       | 2        |
| Copa América Centenario | Ecuador   | Estados Unidos | Cuartos de final | 4                  | 1         | 2       | 1        |

## Clubes y estadísticas

### Como jugador

#### Clubes
| Equipo                    | País      | Período   | PJ  | Goles |
| ------------------------- | --------- | --------- | --- | ----- |
| Central Córdoba (Rosario) | Argentina | 1983-1987 | ?   | ?     |
| Talleres (RdE)            | Argentina | 1987-1988 | 17  | 1     |
| Universitario             | Bolivia   | 1988      | 26  | 8     |
| The Strongest             | Bolivia   | 1989-1991 | 71  | 9     |
| San José                  | Bolivia   | 1992-1993 | 31  | 7     |
| The Strongest             | Bolivia   | 1993-1994 | 38  | 4     |
| San Lorenzo               | Argentina | 1994-1997 | 15  | 1     |
| Argentinos Juniors        | Argentina | 1997-1998 | 19  | 0     |
| Jorge Wilstermann         | Bolivia   | 1999      | 5   | 0     |
| Total                     | Total     | Total     | 222 | 30    |

#### Selecciones
| Selección | Período                                 | PJ | Goles |
| --------- | --------------------------------------- | -- | ----- |
| Bolivia   | 31 de enero de 1993-29 de julio de 1999 | 26 | 1     |

### Como entrenador

##### Clubes
| Equipo                       | Div.         | Temporada    | Liga | Liga | Liga | Liga | Liga |    | Copa | Copa | Copa | Copa |    | Internacional | Internacional | Internacional | Internacional | Internacional |   | Otros | Otros | Otros | Otros |     | Totales     | Totales | Totales | Totales | Totales | Totales | Totales | Totales | Totales |
| Equipo                       | Div.         | Temporada    | PD   | G    | E    | P    | Pos. | PD | G    | E    | P    | PD   | G  | E             | P             | Pos.          | PD            | G             | E | P     | PD    | G     | E     | P   | Rendimiento | GF      | GC      | Dif.    | Ptos.   |         |         |         |         |
| ---------------------------- | ------------ | ------------ | ---- | ---- | ---- | ---- | ---- | -- | ---- | ---- | ---- | ---- | -- | ------------- | ------------- | ------------- | ------------- | ------------- | - | ----- | ----- | ----- | ----- | --- | ----------- | ------- | ------- | ------- | ------- | ------- | ------- | ------- | ------- |
| Blooming · Bolivia           | 1.ª          | 2005-A       | 22   | 11   | 2    | 9    | 5.º  | -  | -    | -    | -    | -    | -  | -             | -             | -             | -             | -             | - | -     | 22    | 11    | 2     | 9   | 53.03%      | 27      | 37      | -10     | 35      |         |         |         |         |
| Blooming · Bolivia           | 1.ª          | 2005-A       | 22   | 14   | 3    | 5    | 1.º  | -  | -    | -    | -    | -    | -  | -             | -             | -             | -             | -             | - | -     | 22    | 14    | 3     | 5   | 68.19%      | 54      | 33      | +21     | 45      |         |         |         |         |
| Blooming · Bolivia           | 1.ª          | 2006-C       | 22   | 10   | 5    | 7    | 5.º  | -  | -    | -    | -    | -    | -  | -             | -             | -             | -             | -             | - | -     | 22    | 10    | 5     | 7   | 53.03%      | 33      | 31      | +2      | 35      |         |         |         |         |
| San Martín (SJ) Argentina    | 2.ª          | 2006-07      | 38   | 18   | 15   | 5    | 2.º  | -  | -    | -    | -    | -    | -  | -             | -             | -             | 2             | 1             | 0 | 1     | 40    | 19    | 15    | 6   | 60%         | 54      | 32      | +22     | 72      |         |         |         |         |
| San Martín (SJ) Argentina    | Total        | Total        | 38   | 18   | 15   | 5    | -    | -  | -    | -    | -    | -    | -  | -             | -             | -             | 2             | 1             | 0 | 1     | 40    | 20    | 14    | 6   | 60%         | 54      | 32      | +22     | 72      |         |         |         |         |
| Blooming · Bolivia           | 1.ª          | 2007-C       | 22   | 10   | 6    | 6    | 3.º  | -  | -    | -    | -    | -    | -  | -             | -             | -             | -             | -             | - | -     | 22    | 10    | 6     | 6   | 54.54%      | 29      | 21      | +8      | 36      |         |         |         |         |
| Blooming · Bolivia           | 1.ª          | 2008-A       | 22   | 9    | 4    | 9    | 5.º  | -  | -    | -    | -    | -    | -  | -             | -             | -             | -             | -             | - | -     | 22    | 9     | 4     | 9   | 46.97%      | 39      | 41      | -2      | 31      |         |         |         |         |
| Blooming · Bolivia           | 1.ª          | 2008-C       | 15   | 8    | 3    | 4    | 2.º  | -  | -    | -    | -    | 2    | 1  | 0             | 1             | FP            | 4             | 2             | 1 | 1     | 21    | 11    | 4     | 6   | 58.73%      | 39      | 27      | +12     | 37      |         |         |         |         |
| Blooming · Bolivia           | Total        | Total        | 125  | 62   | 23   | 40   | -    | -  | -    | -    | -    | 2    | 1  | 0             | 1             | -             | 4             | 2             | 1 | 1     | 131   | 65    | 24    | 42  | 55.73%      | 221     | 190     | +31     | 219     |         |         |         |         |
| Bolívar · Bolivia            | 1.ª          | 2009-A       | 22   | 11   | 7    | 4    | 1.º  | -  | -    | -    | -    | -    | -  | -             | -             | -             | -             | -             | - | -     | 22    | 11    | 7     | 4   | 60.61%      | 36      | 22      | +14     | 40      |         |         |         |         |
| Bolívar · Bolivia            | 1.ª          | 2009-C       | 18   | 9    | 7    | 2    | 2.º  | -  | -    | -    | -    | -    | -  | -             | -             | -             | -             | -             | - | -     | 18    | 9     | 7     | 2   | 62.96%      | 31      | 18      | +13     | 34      |         |         |         |         |
| Bolívar · Bolivia            | Total        | Total        | 40   | 20   | 14   | 6    | -    | -  | -    | -    | -    | -    | -  | -             | -             | -             | -             | -             | - | -     | 40    | 20    | 14    | 6   | 61.67%      | 67      | 40      | +27     | 74      |         |         |         |         |
| Oriente Petrolero · Bolivia  | 1.ª          | 2010-A       | 22   | 13   | 2    | 7    | 2.º  | -  | -    | -    | -    | -    | -  | -             | -             | -             | -             | -             | - | -     | 22    | 13    | 2     | 7   | 62.12%      | 39      | 20      | +19     | 41      |         |         |         |         |
| Oriente Petrolero · Bolivia  | 1.ª          | 2010-I       | 9    | 5    | 2    | 2    | 1.º  | -  | -    | -    | -    | -    | -  | -             | -             | -             | -             | -             | - | -     | 9     | 5     | 2     | 2   | 62.97%      | 16      | 9       | +7      | 17      |         |         |         |         |
| Oriente Petrolero · Bolivia  | 1.ª          | 2010-C       | 22   | 12   | 4    | 6    | 1.º  | -  | -    | -    | -    | 4    | 2  | 1             | 1             | 2.ªF          | -             | -             | - | -     | 26    | 14    | 5     | 7   | 60.26%      | 42      | 30      | +12     | 47      |         |         |         |         |
| Oriente Petrolero · Bolivia  | Total        | Total        | 53   | 30   | 8    | 15   | -    | -  | -    | -    | -    | 4    | 2  | 1             | 1             | -             | -             | -             | - | -     | 57    | 32    | 9     | 16  | 61.4%       | 97      | 59      | +38     | 105     |         |         |         |         |
| Emelec · Ecuador             | 1.ª          | 2012         | 22   | 11   | 4    | 7    | 2.º  | -  | -    | -    | -    | 6    | 2  | 3             | 1             | 1/8           | 2             | 2             | 0 | 0     | 30    | 15    | 7     | 8   | 57.78%      | 36      | 31      | +5      | 52      |         |         |         |         |
| Emelec · Ecuador             | 1.ª          | 2013         | 44   | 26   | 10   | 8    | 1.º  | -  | -    | -    | -    | 12   | 6  | 1             | 5             | 1/8           | -             | -             | - | -     | 56    | 32    | 11    | 13  | 63.69%      | 83      | 45      | +38     | 107     |         |         |         |         |
| Emelec · Ecuador             | 1.ª          | 2014         | 46   | 28   | 8    | 10   | 1.º  | -  | -    | -    | -    | 14   | 6  | 2             | 6             | 1/4           | -             | -             | - | -     | 60    | 34    | 10    | 16  | 62.23%      | 98      | 60      | +38     | 112     |         |         |         |         |
| Emelec · Ecuador             | 1.ª          | 2015         | 7    | 3    | 3    | 1    | Inc. | -  | -    | -    | -    | 3    | 2  | 0             | 1             | Inc.          | -             | -             | - | -     | 10    | 5     | 3     | 2   | 60%         | 19      | 10      | +9      | 18      |         |         |         |         |
| Emelec · Ecuador             | Total        | Total        | 119  | 68   | 25   | 26   | -    | -  | -    | -    | -    | 35   | 16 | 6             | 13            | -             | 2             | 2             | 0 | 0     | 156   | 86    | 31    | 39  | 61.75%      | 236     | 146     | +90     | 289     |         |         |         |         |
| Al-Nassr Arabia Saudita      | 1.ª          | 2017-18      | 14   | 6    | 3    | 5    | Inc. | -  | -    | -    | -    | -    | -  | -             | -             | -             | -             | -             | - | -     | 14    | 6     | 3     | 5   | 50%         | 25      | 17      | +8      | 21      |         |         |         |         |
| Al-Nassr Arabia Saudita      | Total        | Total        | 14   | 6    | 3    | 5    | -    | -  | -    | -    | -    | -    | -  | -             | -             | -             | -             | -             | - | -     | 14    | 6     | 3     | 5   | 50%         | 25      | 17      | +8      | 21      |         |         |         |         |
| Al-Wasl · EAU                | 1.ª          | 2018-19      | 6    | 2    | 1    | 3    | Inc. | 3  | 0    | 1    | 2    | -    | -  | -             | -             | -             | -             | -             | - | -     | 9     | 2     | 2     | 5   | 29.63%      | 9       | 16      | -7      | 8       |         |         |         |         |
| Al-Wasl · EAU                | Total        | Total        | 6    | 2    | 1    | 3    | -    | 3  | 0    | 1    | 2    | -    | -  | -             | -             | -             | -             | -             | - | -     | 9     | 2     | 2     | 5   | 29.63%      | 9       | 16      | -7      | 8       |         |         |         |         |
| Universidad Católica · Chile | 1.ª          | 2019         | 24   | 16   | 5    | 3    | 1.º  | 6  | 4    | 0    | 2    | 8    | 3  | 1             | 4             | 2.ªF          | 1             | 1             | 0 | 0     | 39    | 24    | 6     | 9   | 66.67%      | 69      | 37      | +32     | 78      |         |         |         |         |
| Universidad Católica · Chile | Total        | Total        | 24   | 16   | 5    | 3    | -    | 6  | 4    | 0    | 2    | 8    | 3  | 1             | 4             | -             | 1             | 1             | 0 | 0     | 39    | 24    | 6     | 9   | 66.67%      | 69      | 37      | +32     | 78      |         |         |         |         |
| Tijuana · México             | 1.ª          | 2020-C       | 10   | 2    | 3    | 5    | Null | 6  | 5    | 1    | 0    | -    | -  | -             | -             | -             | -             | -             | - | -     | 16    | 7     | 4     | 5   | 52.08%      | 22      | 20      | +2      | 25      |         |         |         |         |
| Tijuana · México             | Total        | Total        | 10   | 2    | 3    | 5    | -    | 6  | 5    | 1    | 0    | -    | -  | -             | -             | -             | -             | -             | - | -     | 16    | 7     | 4     | 5   | 52.08%      | 22      | 20      | +2      | 25      |         |         |         |         |
| Colo-Colo · Chile            | 1.ª          | 2020         | 22   | 7    | 9    | 6    | 16.º | -  | -    | -    | -    | 1    | 0  | 0             | 1             | FG            | 2             | 1             | 0 | 1     | 25    | 8     | 9     | 8   | 44%         | 24      | 32      | -8      | 33      |         |         |         |         |
| Colo-Colo · Chile            | 1.ª          | 2021         | 32   | 19   | 5    | 8    | 2.º  | 7  | 6    | 1    | 0    | -    | -  | -             | -             | -             | -             | -             | - | -     | 39    | 25    | 6     | 8   | 69.23%      | 69      | 32      | +37     | 81      |         |         |         |         |
| Colo-Colo · Chile            | 1.ª          | 2022         | 30   | 18   | 9    | 3    | 1.º  | 4  | 1    | 2    | 1    | 8    | 3  | 1             | 4             | 1/8           | 1             | 1             | 0 | 0     | 43    | 23    | 12    | 8   | 62.79%      | 75      | 38      | +37     | 81      |         |         |         |         |
| Colo-Colo · Chile            | 1.ª          | 2023         | 30   | 15   | 9    | 6    | 3.º  | 8  | 6    | 2    | 0    | 8    | 2  | 3             | 3             | 1/16          | 1             | 0             | 1 | 0     | 47    | 23    | 15    | 9   | 59.58%      | 69      | 46      | +23     | 84      |         |         |         |         |
| Colo-Colo · Chile            | Total        | Total        | 114  | 59   | 32   | 23   | -    | 19 | 13   | 5    | 1    | 17   | 5  | 4             | 8             | -             | 4             | 2             | 1 | 1     | 154   | 79    | 42    | 33  | 60.39%      | 237     | 148     | +89     | 279     |         |         |         |         |
| Vélez Sarsfield Argentina    | 1.ª          | 2024         | 27   | 14   | 9    | 4    | 1.º  | 23 | 13   | 6    | 4    | -    | -  | -             | -             | -             | 1             | 0             | 0 | 1     | 51    | 27    | 15    | 9   | 62.74%      | 67      | 41      | +26     | 96      |         |         |         |         |
| Vélez Sarsfield Argentina    | Total        | Total        | 27   | 14   | 9    | 4    | -    | 23 | 13   | 6    | 4    | -    | -  | -             | -             | -             | 1             | 0             | 0 | 1     | 51    | 27    | 15    | 9   | 62.74%      | 67      | 41      | +26     | 96      |         |         |         |         |
| Grêmio · Brasil              | 1.ª          | 2025         | 4    | 1    | 0    | 3    | Inc. | 12 | 5    | 5    | 2    | 2    | 2  | 0             | 0             | Inc.          | -             | -             | - | -     | 18    | 8     | 5     | 5   | 53.7%       | 33      | 21      | +12     | 29      |         |         |         |         |
| Grêmio · Brasil              | Total        | Total        | 4    | 1    | 0    | 3    | -    | 12 | 5    | 5    | 2    | 2    | 2  | 0             | 0             | -             | -             | -             | - | -     | 18    | 8     | 5     | 5   | 53.7%       | 33      | 21      | +12     | 29      |         |         |         |         |
| Total Clubes                 | Total Clubes | Total Clubes | 574  | 298  | 138  | 138  | -    | 69 | 40   | 18   | 11   | 68   | 29 | 12            | 27            | -             | 14            | 8             | 2 | 4     | 725   | 375   | 170   | 180 | 59.54%      | 1137    | 767     | +370    | 1295    |         |         |         |         |
| 1. 2. 3.                     |              |              |      |      |      |      |      |    |      |      |      |      |    |               |               |               |               |               |   |       |       |       |       |     |             |         |         |         |         |         |         |         |         |

##### Selecciones
| Bolivia             | 2011                | 3   | 0   | 1   | 2   | FG  | 4  | 0  | 1  | 3  | -  | -  | -  | -  | - | 8  | 0  | 4 | 4  | 15  | 0   | 6   | 9   | 13.33% | 10   | 25  | -15  | 6    |
| Bolivia             | 2012                | -   | -   | -   | -   | -   | 1  | 1  | 0  | 0  | -  | -  | -  | -  | - | -  | -  | - | -  | 1   | 1   | 0   | 0   | 100%   | 3    | 1   | +2   | 3    |
| Bolivia             | Total               | 3   | 0   | 1   | 2   | -   | 5  | 1  | 1  | 3  | -  | -  | -  | -  | - | 8  | 0  | 4 | 4  | 16  | 1   | 6   | 9   | 18.75% | 13   | 26  | -13  | 9    |
| Ecuador             | 2015                | 3   | 1   | 0   | 2   | FG  | 4  | 4  | 0  | 0  | -  | -  | -  | -  | - | 5  | 2  | 1 | 2  | 12  | 7   | 1   | 4   | 61.11% | 21   | 12  | +9   | 22   |
| Ecuador             | 2016                | 4   | 1   | 2   | 1   | 1/4 | 8  | 2  | 2  | 4  | -  | -  | -  | -  | - | 1  | 0  | 0 | 1  | 13  | 3   | 4   | 6   | 33.34% | 20   | 19  | +1   | 13   |
| Ecuador             | 2017                | -   | -   | -   | -   | -   | 4  | 0  | 0  | 4  | -  | -  | -  | -  | - | 4  | 3  | 1 | 0  | 8   | 3   | 1   | 4   | 41.67% | 12   | 11  | +1   | 10   |
| Ecuador             | Total               | 7   | 2   | 2   | 3   | -   | 16 | 6  | 2  | 8  | -  | -  | -  | -  | - | 10 | 5  | 2 | 3  | 33  | 13  | 6   | 14  | 45.45% | 53   | 42  | +11  | 45   |
| Total Selecciones   | Total Selecciones   | 10  | 2   | 3   | 5   | -   | 21 | 7  | 3  | 11 | -  | -  | -  | -  | - | 18 | 5  | 6 | 7  | 49  | 14  | 12  | 23  | 36.73% | 66   | 68  | -2   | 54   |
| Total en su carrera | Total en su carrera | 584 | 300 | 141 | 143 | -   | 90 | 47 | 21 | 22 | 68 | 29 | 12 | 27 | - | 32 | 13 | 8 | 11 | 774 | 389 | 182 | 203 | 58.1%  | 1203 | 835 | +368 | 1349 |

#### Resumen por competiciones
| Competición                     | Partidos | Ganados | Empatados | Perdidos | %      | Resultado        |
| Clubes                          | Clubes   | Clubes  | Clubes    | Clubes   | Clubes | Clubes           |
| ------------------------------- | -------- | ------- | --------- | -------- | ------ | ---------------- |
| Primera B Nacional              | 40       | 19      | 15        | 6        | 60%    | Subcampeón       |
| Primera División de Argentina   | 27       | 14      | 9         | 4        | 62.96% | Campeón          |
| Copa Argentina                  | 6        | 5       | 0         | 1        | 83.33% | Subcampeón       |
| Copa de la Liga Profesional     | 17       | 8       | 6         | 3        | 58.82% | Subcampeón       |
| Trofeo de Campeones de la LPF   | 1        | 0       | 0         | 1        | 0%     | Subcampeón       |
| División Profesional de Bolivia | 222      | 114     | 46        | 62       | 58.26% | Campeón          |
| Serie A de Ecuador              | 121      | 70      | 25        | 26       | 64.74% | Campeón          |
| Liga Profesional Saudí          | 14       | 6       | 3         | 5        | 50%    | 3.er lugar       |
| UAE Pro League                  | 6        | 2       | 1         | 3        | 38.89% | 10.º lugar       |
| Copa de Liga de los EAU         | 3        | 0       | 1         | 2        | 11.11% | Fase de grupos   |
| Primera División de Chile       | 139      | 76      | 37        | 26       | 63.55% | Campeón          |
| Copa Chile                      | 25       | 17      | 5         | 3        | 74.67% | Campeón          |
| Supercopa de Chile              | 4        | 2       | 1         | 1        | 58.33% | Campeón          |
| Liga MX                         | 10       | 2       | 3         | 5        | 30%    | 16.º lugar       |
| Copa MX                         | 6        | 5       | 1         | 0        | 88.89% | Cuartos de final |
| Brasileirão                     | 4        | 1       | 0         | 3        | 25%    | 17.º lugar       |
| Copa de Brasil                  | 2        | 0       | 2         | 0        | 33.33% | Segunda ronda    |
| Campeonato Gaúcho               | 10       | 5       | 3         | 2        | 60%    | Subcampeón       |
| Copa Libertadores               | 36       | 13      | 6         | 17       | 41.67% | Octavos de final |
| Copa Sudamericana               | 32       | 16      | 6         | 10       | 56.25% | Cuartos de final |
| Total clubes                    | 725      | 375     | 170       | 180      | 59.54% | 13 Títulos       |
| Selección                       |          |         |           |          |        |                  |
| Copa América                    | 10       | 2       | 3         | 5        | 30%    | Cuartos de final |
| Clasificatorias Mundial         | 21       | 7       | 3         | 11       | 38.09% | No clasificó     |
| Amistosos                       | 18       | 5       | 6         | 7        | 38.89% | +5 PG            |
| Total selección                 | 49       | 14      | 12        | 23       | 36.73% | Sin Títulos      |
| Total en su carrera             | 774      | 389     | 182       | 203      | 58.1%  | 13 Títulos       |

## Palmarés

### Como jugador

#### Títulos nacionales
| Título               | Club           | País      | Año     |
| -------------------- | -------------- | --------- | ------- |
| Primera B            | Talleres (RdE) | Argentina | 1987-88 |
| División Profesional | The Strongest  | Bolivia   | 1989    |
| División Profesional | The Strongest  | Bolivia   | 1993    |
| Primera División     | San Lorenzo    | Argentina | 1995-C  |

### Como entrenador

#### Títulos nacionales
| Título               | Club                 | País      | Año    |
| -------------------- | -------------------- | --------- | ------ |
| División Profesional | Blooming             | Bolivia   | 2005-A |
| División Profesional | Bolívar              | Bolivia   | 2009-A |
| Torneo de Invierno   | Oriente Petrolero    | Bolivia   | 2010   |
| División Profesional | Oriente Petrolero    | Bolivia   | 2010-C |
| Serie A              | Emelec               | Ecuador   | 2013   |
| Serie A              | Emelec               | Ecuador   | 2014   |
| Supercopa de Chile   | Universidad Católica | Chile     | 2019   |
| Primera División     | Universidad Católica | Chile     | 2019   |
| Copa Chile           | Colo-Colo            | Chile     | 2021   |
| Supercopa de Chile   | Colo-Colo            | Chile     | 2022   |
| Primera División     | Colo-Colo            | Chile     | 2022   |
| Copa Chile           | Colo-Colo            | Chile     | 2023   |
| Primera División     | Vélez Sarsfield      | Argentina | 2024   |

### Distinciones individuales
| Distinción                                                | Año  |
| --------------------------------------------------------- | ---- |
| Mejor entrenador de la Serie A de Ecuador                 | 2013 |
| Técnico del 11 Ideal del Campeonato Ecuatoriano 2013      | 2013 |
| Mejor entrenador de la Serie A de Ecuador                 | 2014 |
| Técnico del 11 Ideal del Campeonato Ecuatoriano 2014      | 2014 |
| Mejor entrenador del Fútbol chileno en la Gala Crack Easy | 2022 |